# 上智大学総合人間科学研究科・総合人間科学部
上智大学総合人間科学研究科・総合人間科学部（じょうちだいがくそうごうにんげんかがくけんきゅうか）は、上智大学に設置される大学院研究科の一つ。上智大学総合人間科学部（じょうちだいがくそうごうにんげんかがくぶ、英称:Faculty of Human Sciences）は、上智大学に設置される総合人間科学部である。

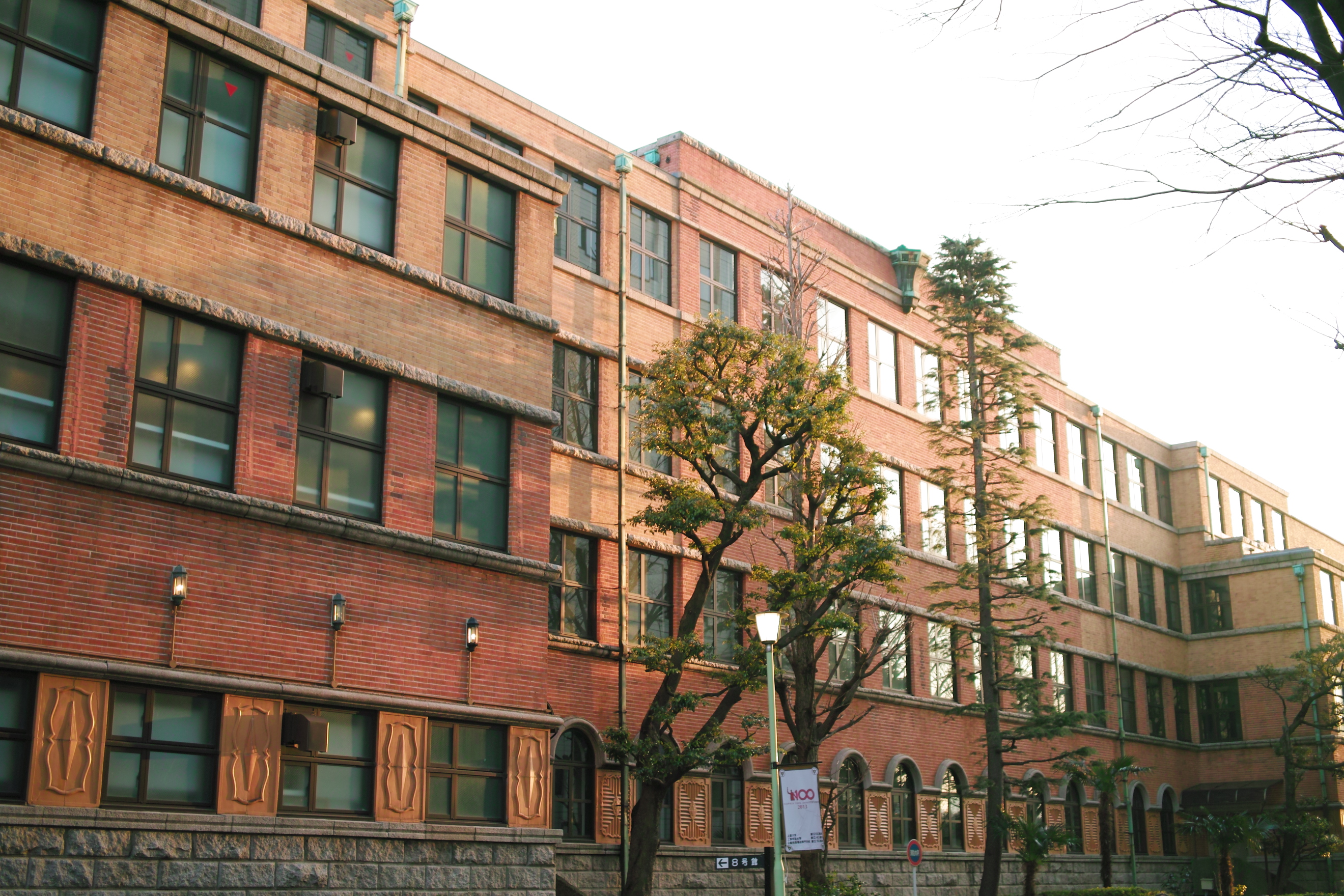
上智大学1号館（1932年竣工、スイス人建築家マックス・ヒンデルによる設計）

## 概要
上智大学総合人間科学部は、2005年に文学部から教育学科、心理学科、社会学科、社会福祉学科が独立して、設立された。2011年には聖母大学を吸収し看護学科が開設された。
それぞれの専門領域から「人間の尊厳」の実現のために、世界の中で人を支える人材を育成することを目的としている。

## 沿革
- 2005年 文学部の教育学科、心理学科、社会学科、社会福祉学科を改組して総合人間科学部を設立。教育学科、心理学科、社会学科、社会福祉学科を設置[1]。
- 2011年 聖母大学を吸収して総合人間科学部看護学科を開設[1]。

## 学科
- 教育学科[2]
  - 入学定員60人・収容定員240人[2]
  - 人間の尊厳をめぐる諸問題を教育学的観点から研究し、人間尊厳の教育を実現する力を養うことを目的とする。科目として「基礎的領域」「実践的領域」「国際的領域」の3つの領域を設けている。
- 心理学科[2]
  - 入学定員55人・収容定員220人[2]
  - 人のこころの科学的理解を通して人間の尊厳について総合的視座を養うことを目指している。「実験心理学」「臨床心理学」の両方の分野の心理学を学ぶことができる。公認心理師国家試験の受験に必要な科目を履修することができる。
- 社会学科[2]
  - 入学定員60人・収容定員240人[2]
  - 人間の尊厳のために、社会と人間の相互関係について社会学的な観点から社会や集団について研究し、理論的・実証的な知を獲得し、それを現実社会へ応用させる力を養うことを目指している。
- 社会福祉学科[2]
  - 入学定員60人・収容定員240人[2]
  - 社会福祉士のような福祉臨床の高度専門職の育成だけではなく、人間の尊厳を福祉社会から実現するための具体的な提言・デザインが行える政策立案や運営管理の専門家、社会福祉の研究者や教育者の育成を目的としている。「福祉臨床系」と「福祉政策運営管理系」の科目群から両方の分野を学ぶことができる。
  - 社会福祉士国家試験受験資格と、精神保健福祉士国家試験受験資格(2016年度入学者まで)の取得に必要な科目を履修することができる。
- 看護学科[2]
  - 入学定員70人・収容定員280人[2]
  - 看護学を通して人間を「身体面」「心理面」「社会面」から深く理解し、知と技を用いて人々の尊厳の実現をどのような場面でも尽くすことができる高度専門職業人の育成を目的としている。「人間ー環境の相互作用」「人間の発達と健康」「人間の健康障害と看護」「場に応じた看護」の4つの科目群からヒューマンケアリングとしての看護実践能力の修得を目指す。
  - 看護師国家試験受験資格とコース選択により保健師国家試験受験資格、養護教諭１種免許の取得ができる。
  - 助産学教育は大学の助産学専攻科(1年制)にて行われている。
  - 聖マリアンナ医科大学との包括協定に基づき、聖マリアンナ医科大学の教員の派遣による講義や大学病院での看護学実習を行っている[4]。

## 取得可能な資格[5]
- 中学校教諭1種免許（社会）：教育学科にて教職課程を履修した者
- 高等学校教諭1種免許（地理歴史）：教育学科にて教職課程を履修した者
- 高等学校教諭1種免許（公民）：教育学科・心理学科・社会学科・社会福祉学科にて教職課程を履修した者
- 高等学校教諭1種免許（福祉）：社会福祉学科にて教職課程を履修した者
- 社会福祉士国家試験受験資格：社会福祉学科にて必要な科目を履修した者
- 精神保健福祉士 国家試験受験資格：社会福祉学科にて精神保健福祉コース(2016年度入学者まで選択可能)を選択し必要な科目を履修した者
- 児童指導員：心理学科・社会学科・社会福祉学科生全員が卒業時に取得
- 児童福祉司：心理学科・社会学科の者が卒業後実務経験を経て取得
- 児童自立支援専門員：心理学科・社会学科・社会福祉学科の者が卒業後実務経験を経て取得
- 公認心理師国家試験受験資格：心理学科にて必要な学科科目を履修し卒業した後に、大学院進学や実務経験を経て取得
- 看護師国家試験受験資格：看護学科生全員が卒業時に取得
- 保健師国家試験受験資格：看護学科にて4年次に保健師コースを選択し必要な科目を履修した者
- 養護教諭1種免許：看護学科で教職課程及び学校保健に関わる学科科目を履修した者
- 養護教諭2種免許：看護学科にて保健師コース履修に加え、必要な科目を履修した者
- 第1種衛生管理者免許：看護学科にて4年次に保健師コースを選択し必要な科目を履修した者
- 学芸員：学芸員課程を履修した者

## 著名な出身者
- 安田菜津紀 - フォトジャーナリスト、名取洋之助写真賞
- 清水くるみ - 女優
- 藤岡みなみ - タレント、エッセイスト、ラジオパーソナリティ
- 松村正代 - NHKアナウンサー
- 森重有里彩 - 北陸朝日放送アナウンサー
- 鈴木しおり - 名古屋テレビ放送アナウンサー
- 石井栞 - 元九州朝日放送アナウンサー
- 佐々木舞音 - TBSアナウンサー
- 家の裏でマンボウが死んでるP（タカハシヨウ) - アーティスト、作家